# Michelle Venturella
Michelle Venturella (Gary, Indiana, 11 mai 1973 - ) est une joueuse de softball américaine. Elle remporta en 2000 une médaille d'or en softball aux Jeux olympiques de Sydney avec l'équipe américaine de softball.